# مورتال كومبات: فيرسز دي سي يونيفرس
مورتال كومبات: فيرسز دي سي يونيفرس (بالإنجليزية: Mortal Kombat vs. DC Universe)‏ ، هي لعبة فيديو من نوع ألعاب قتال بين فريق مورتال كومبات وخصمه دي سي كومكس ، أنتجت عام 2008م، وتعمل لنظامي بلاي ستيشن 3 وإكس بوكس 360.

## وصلات خارجية
- مورتال كومبات: فيرسز دي سي يونيفرس على موقع IMDb (الإنجليزية)

- الموقع الرسمي